# Parvez Diniar
Parvez Irani Diniar (7 marzo 1954) è un ex cestista indiano.

## Carriera
Con l'India ha disputato le Olimpiadi del 1980, segnando 24 punti in 7 partite.